# 긴조 저스틴 도시키
긴조 저스틴 도시키(일본어: 金城 ジャスティン 俊樹, 1997년 2월 22일~)는 일본의 축구 선수이다.

## 구단 경력
그는 2016년 포르투나 뒤셀도르프에 입단했다. 2018년 J3리그의 더스파구사쓰 군마로 이적했다. 2019년 J3리그 준우승으로 J2리그로 승격했다. 2021년까지 70경기에 출전하여, 2득점을 넣었다. 2022년 일본 지역 리그의 본즈 이치하라로 이적했다. 2023년부터 2024년까지 J3리그의 SC 사가미하라에서 뛰었다.